# Polychaeta
I policheti (Polychaeta Grube, 1850) sono la classe filogeneticamente più antica del phylum degli Anellidi,  comprendente circa 13 000 specie. Sono animali bentonici e hanno habitat marino.

## Morfologia
Presentano uno sviluppo indiretto per larva di tipo trocofora, nella quale vi è la presenza di tasche celomatiche già differenziate e metamerizzate. La trocofora dei policheti rappresenta la forma classica, è caratterizzata da una tipica forma a trottola e da due bande ciliate, prototroco e metatroco, che ne circondano la superficie all'incirca a livello del piano equatoriale. Queste bande funzionano sia per il movimento che per l'alimentazione attraverso la filtrazione del plancton. Lo sviluppo avviene con l'allungamento nella parte posteriore e l'inizio della segmentazione, dunque i segmenti di più recente formazione sono quelli in prossimità del pigidio.
Le dimensioni della maggior parte delle specie variano dai 5 ai 10 cm, ma ci sono specie che misurano pochi millimetri e altre (Dasybranchus caducus) che possono oltrepassare il metro di lunghezza e lo spessore di 2 cm.
Il corpo mostra una chiara segmentazione metamerica.
Si distinguono tre regioni, prostomio o regione cefalica, metastomio o tronco e pigidio o coda. Sono privi di clitello (rigonfiamento paracentrale ricco di ghiandole mucipare presente invece nei lombrichi).
- Il prostomio è il segmento preorale, dove si trovano i gangli cerebrali e gli organi sensoriali, inclusi gli occhi, le antenne o tentacoli, i palpi sensoriali e gli organi nucali; nelle forme sedentarie sia il prostomio sia gli organi sensoriali possono presentarsi di dimensioni molto ridotte. Il peristomio o segmento orale, dove si apre la bocca e dove si trovano gli organi necessari alla cattura degli alimenti e quelli sensoriali legati all'alimentazione. Prostomio e peristomio non sono sempre ben diversificati, anzi frequentemente si presentano più o meno fusi o sovrapposti. La cavità buccale è frequentemente evaginabile e provvista di papille e mandibole chitinose.
- Il metastomio

I restanti segmenti metamerici possono essere somiglianti (metamero, segmentazione omonoma) o formare regioni chiaramente distinte (metamero, segmentazione eteronoma); questo è il caso di alcuni policheti sedentari. le strutture più caratteristiche del metastomio sono i parapodi. Solitamente i parapodi sono costituiti da due parti, una dorsale detta notopodio, e una ventrale detta neuropodio, entrambe presentano un cirro e sono provviste di setole, delle formazioni chitinose a forma di ago molto caratteristiche da cui deriva il nome del gruppo, le quali sono connesse mediante muscoli al mesenterio ventrale, questo permette il loro movimento e il conseguente movimento dell'animale.
- Il pigidio

Alcune specie hanno parapodi presenti e ben visibili che permettono loro di strisciare sul fondo (cosiddetti policheti erranti).
In molte altre specie (cosiddetti policheti sedentari) mancano invece i parapodi: sono forme spesso semisessili, affondate nel sedimento attraverso un tubo prodotto dalle secrezioni di cellule epidermiche (tubicolati). La composizione del tubo è molto varia, potendo essere mucoso, frequentemente misto a particelle di fango, sabbia o resti organici, membranoso, chitinoso o calcareo.
Alcune specie, come lo spirografo, sono ornate di una ricca e colorata corona di tentacoli a spirale.

## Anatomia

Anatomia dei policheti

Le loro appendici (o chete) sono carnose ed espanse. Questi ultimi sono sostenuti da parapodi, i quali a loro volta sono mossi da fasci muscolari parapodiali o circolari. Sono presenti anche altri due diversi tipi di fasci muscolari, quelli longitudinali e quelli obliqui; del primo tipo in particolare ne sono presenti 4 all'interno di un polichete e percorrono tutta la lunghezza del corpo accoppiati in posizione ventrale e dorsale.
È presente una robusta cuticola collagenica composta da fibre a fasci crociati (perpendicolari tra loro) attraversata da microvilli che si ramificano all'esterno. Importante la presenza di questo organo attraverso il quale è impedita la disidratazione dell'organismo; da notare che nei policheti le fibre collageniche sono più sottili rispetto a quelle degli oligocheti a causa dell'abbondanza di materiale matriciale.
Il sistema nervoso rispecchia molto bene le caratteristiche del phylum: cerebro dorsale collegato alla catena gangliare ventrale tramite un cingolo periesofageo agganciato allo gnatocerebro.
Il sistema circolatorio risulta essere chiuso.
Il sistema escretore è di tipo metanefridiale, e da notare è il fatto che il nefridioporo presente su un metamero sia in collegamento attraverso un canale ciliato e un tunnel ciliato (nefrostoma) al metamero precedente.

## Riproduzione
La riproduzione è in genere di tipo sessuale e avviene, a seconda delle specie, per liberazione di uova e sperma in acqua o per accoppiamento.
Alcune specie (ad esempio Microstomum lineare) si riproducono per paratomia, cioè una rigenerazione cellulare che precede la fase in cui l'individuo si divide in più animali (fino a 30) che rimangono allineati e uniti per un certo periodo per poi staccarsi.

## Tassonomia
Si conoscono circa 13 000 specie di policheti, di cui almeno 8 000 presenti nel Mar Mediterraneo.
La loro sistematica è ancora problematica, ma vi è ormai accordo nell'abbandonare la tradizionale classificazione in Policheti Erranti (Errantia) e Policheti Sedentari (Sedentaria).

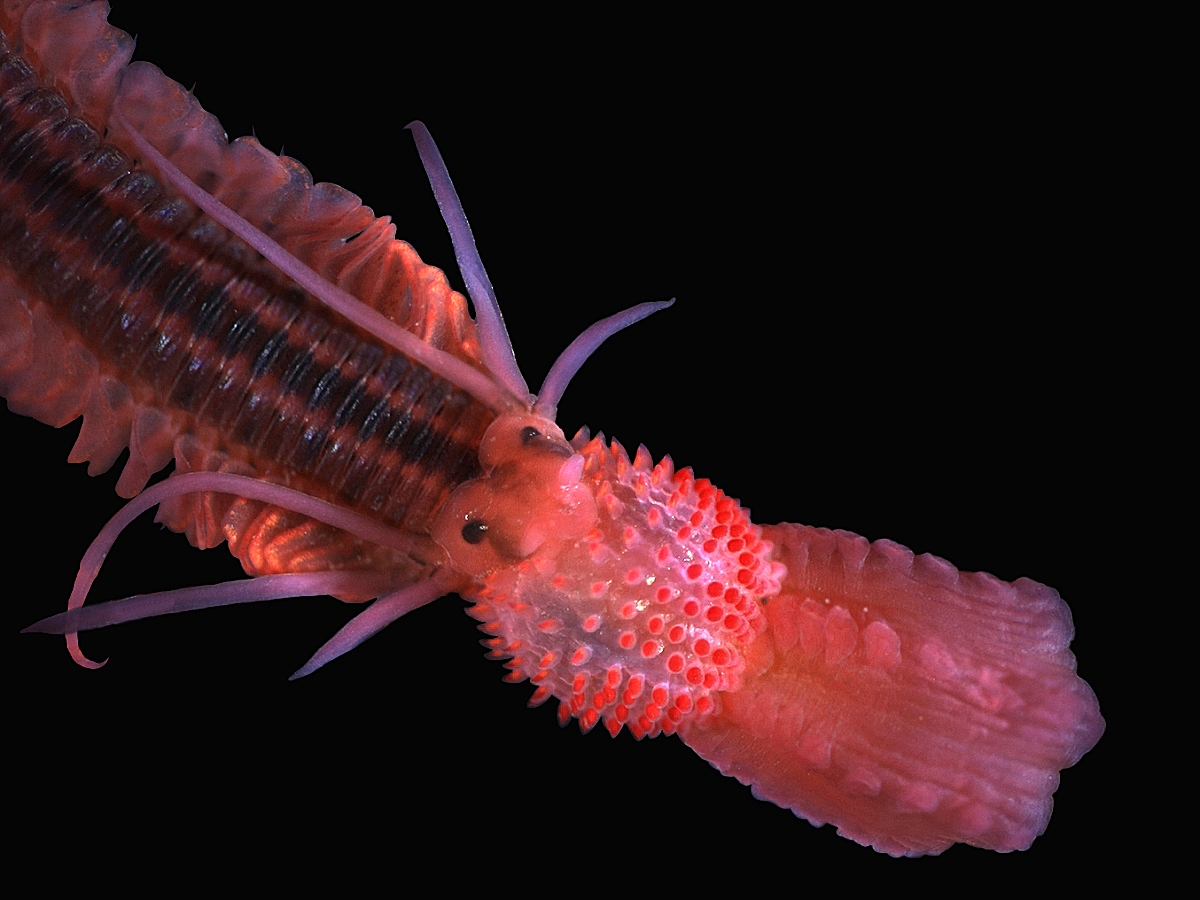
Phyllodoce lineata
(Phyllodocidae)

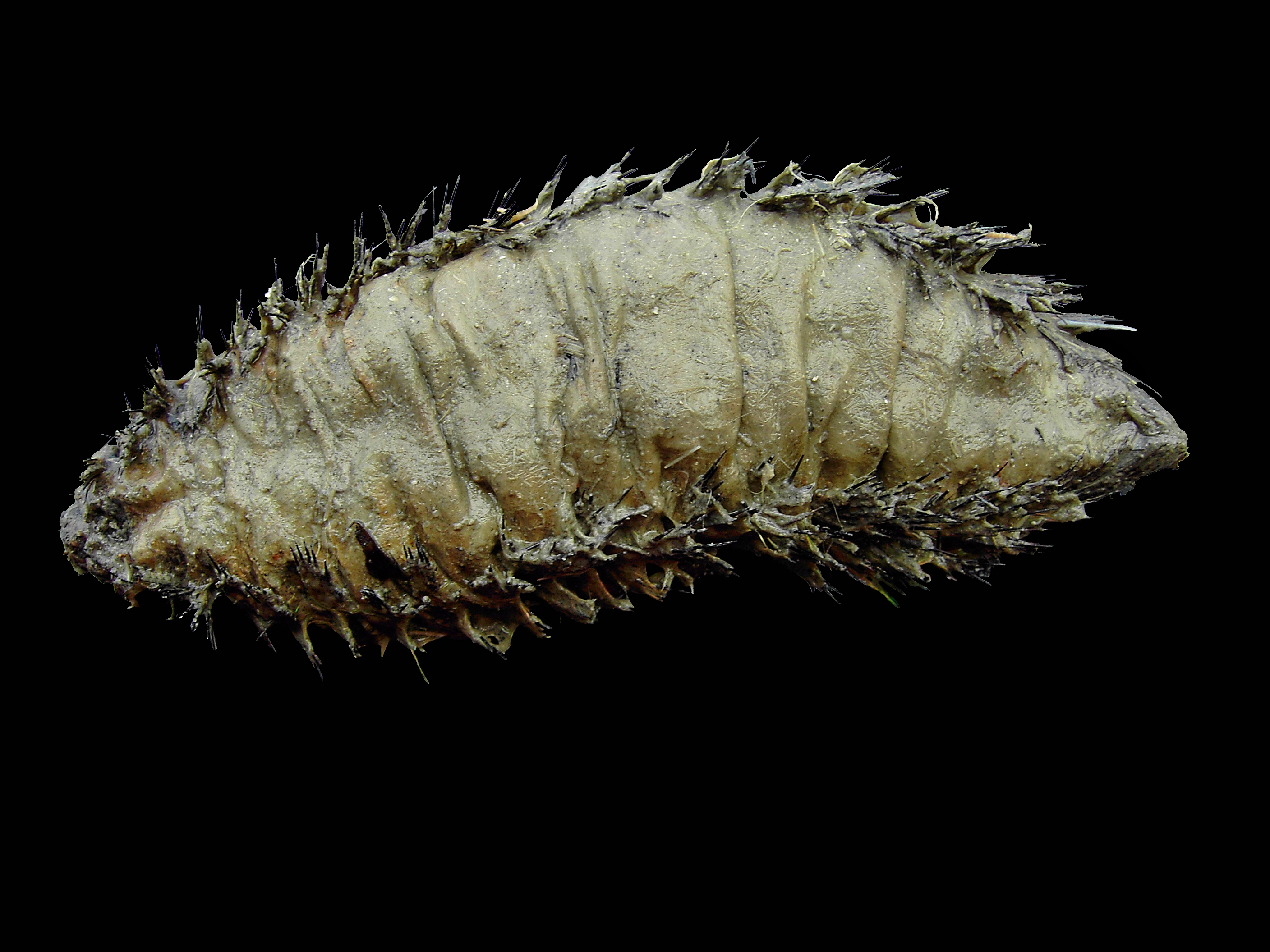
Aphrodita aculeata
(Aphroditidae)

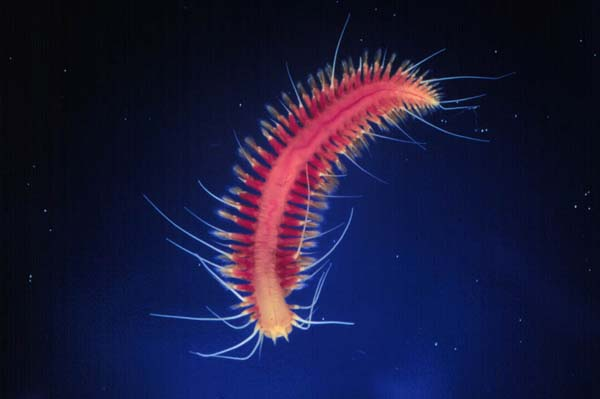
Hesiocaeca methanicola
(Hesionidae)

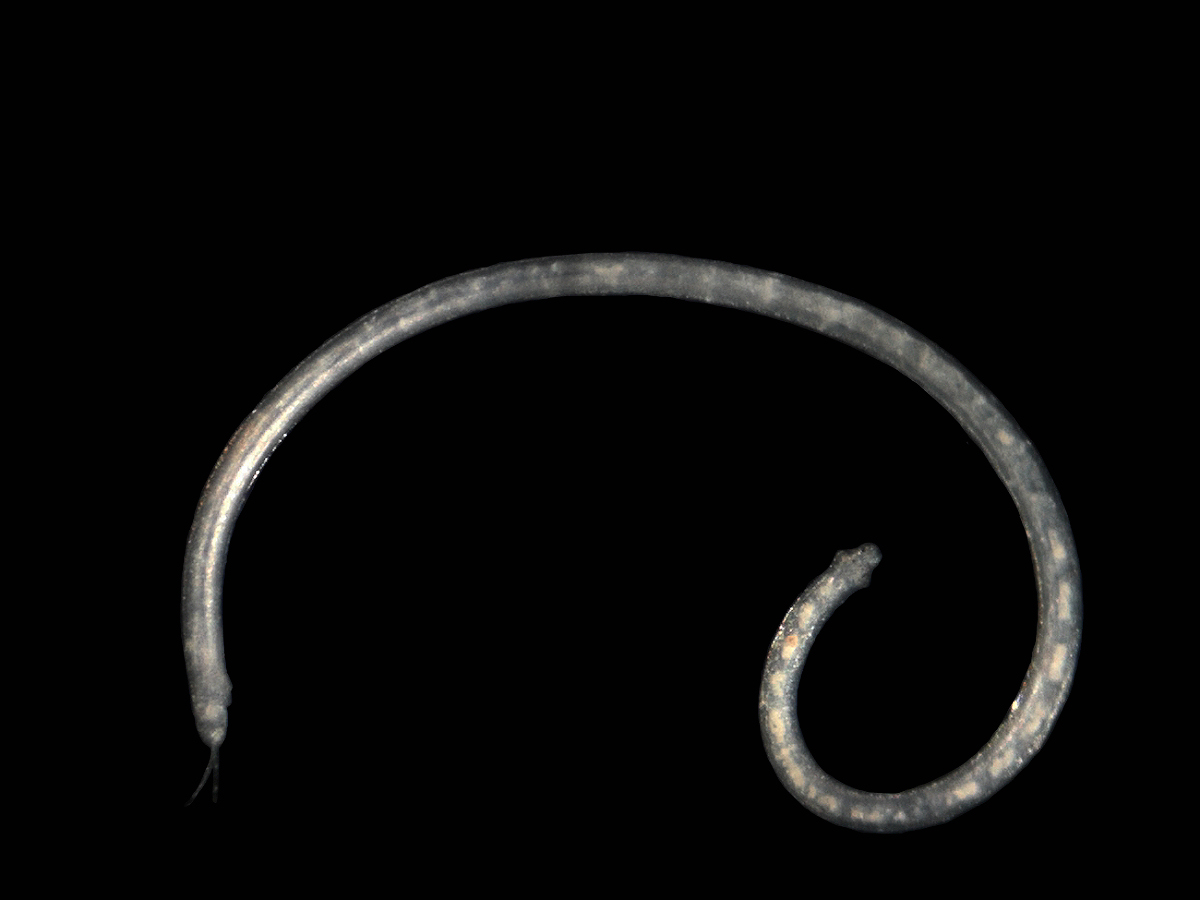
Polygordius appendiculatus
(Polygordiidae)

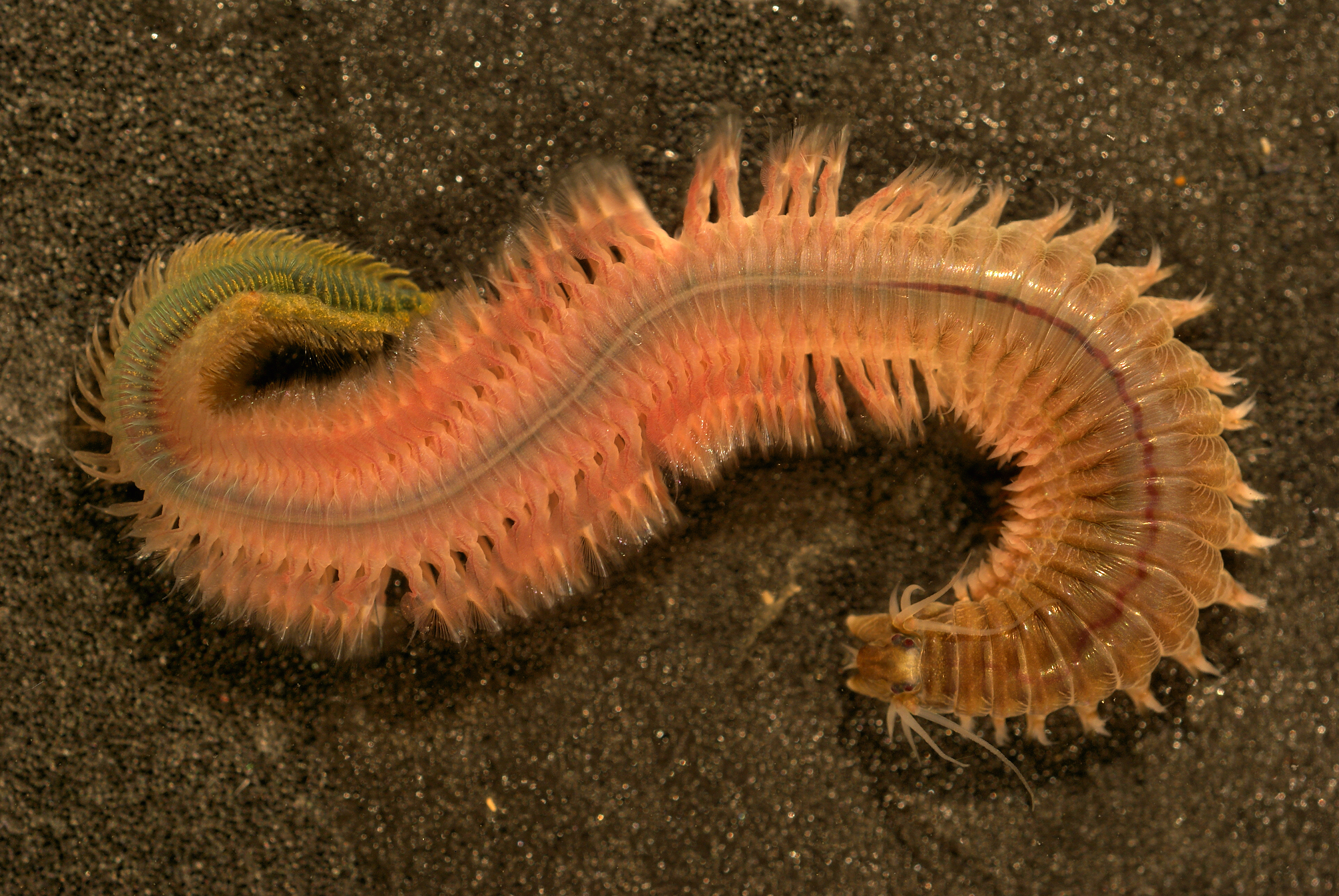
Alitta succinea
(Nereididae)

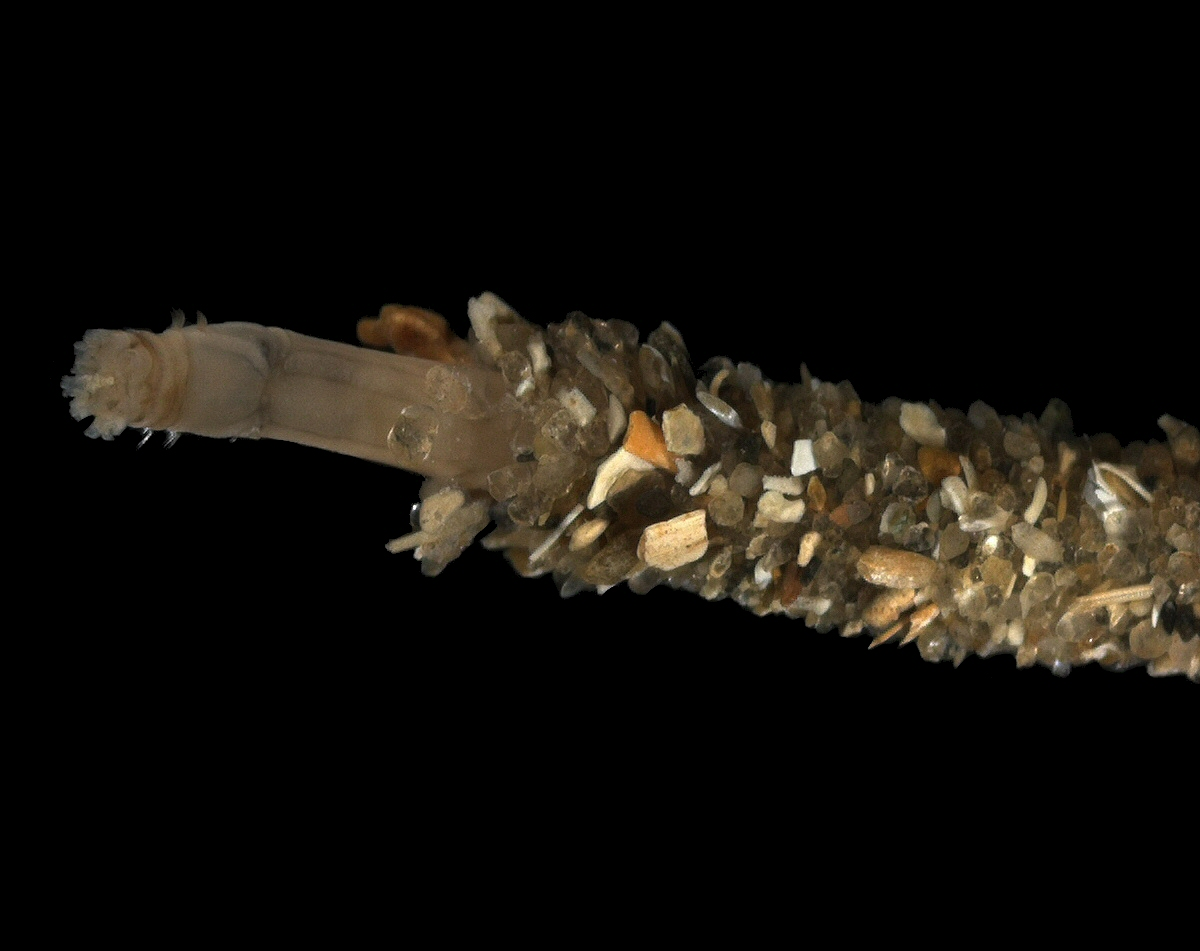
Owenia fusiformis
(Oweniidae)

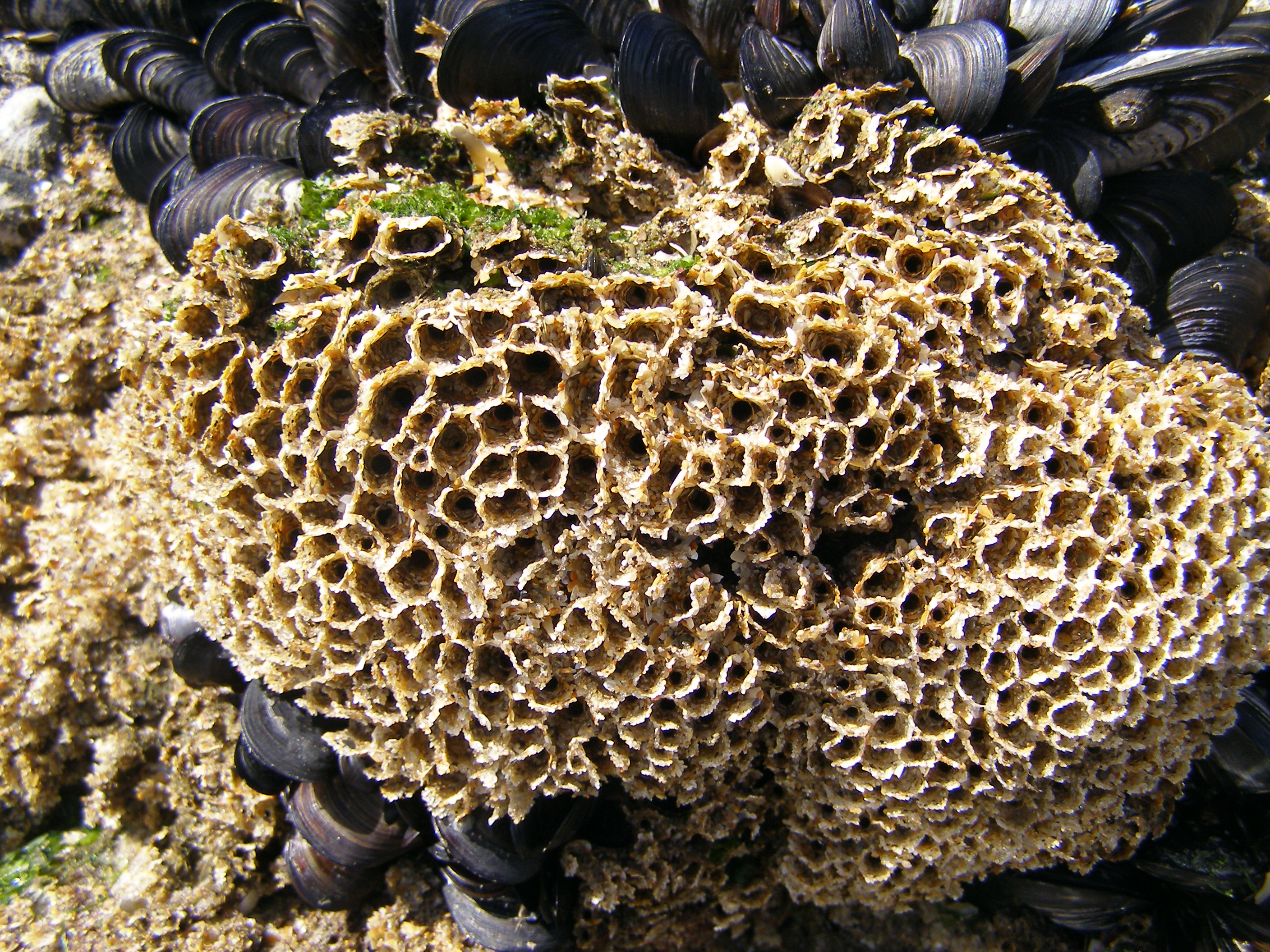
Sabellaria alveolata
(Sabellariidae)

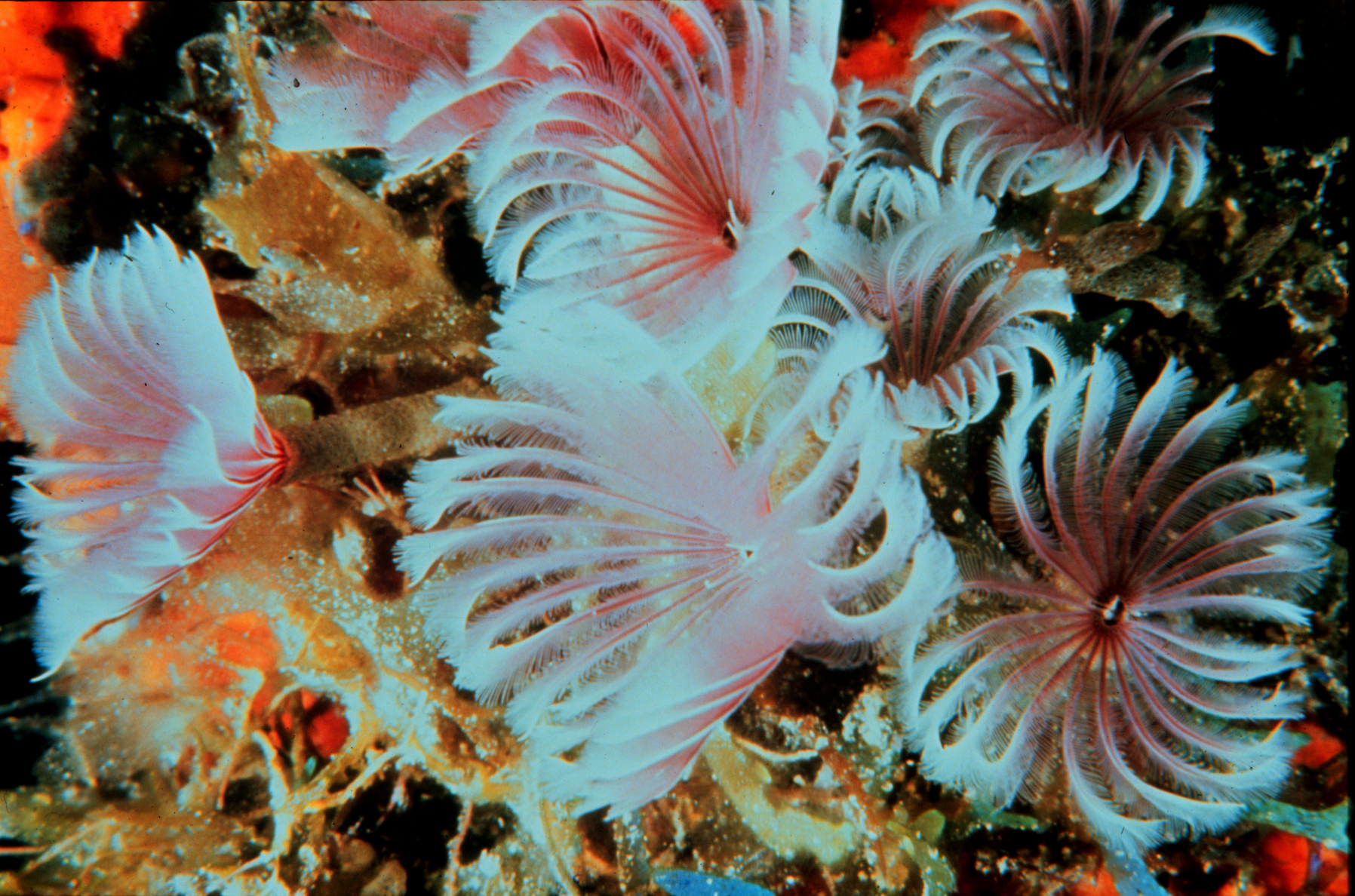
Eudistylia polymorpha
(Sabellidae)

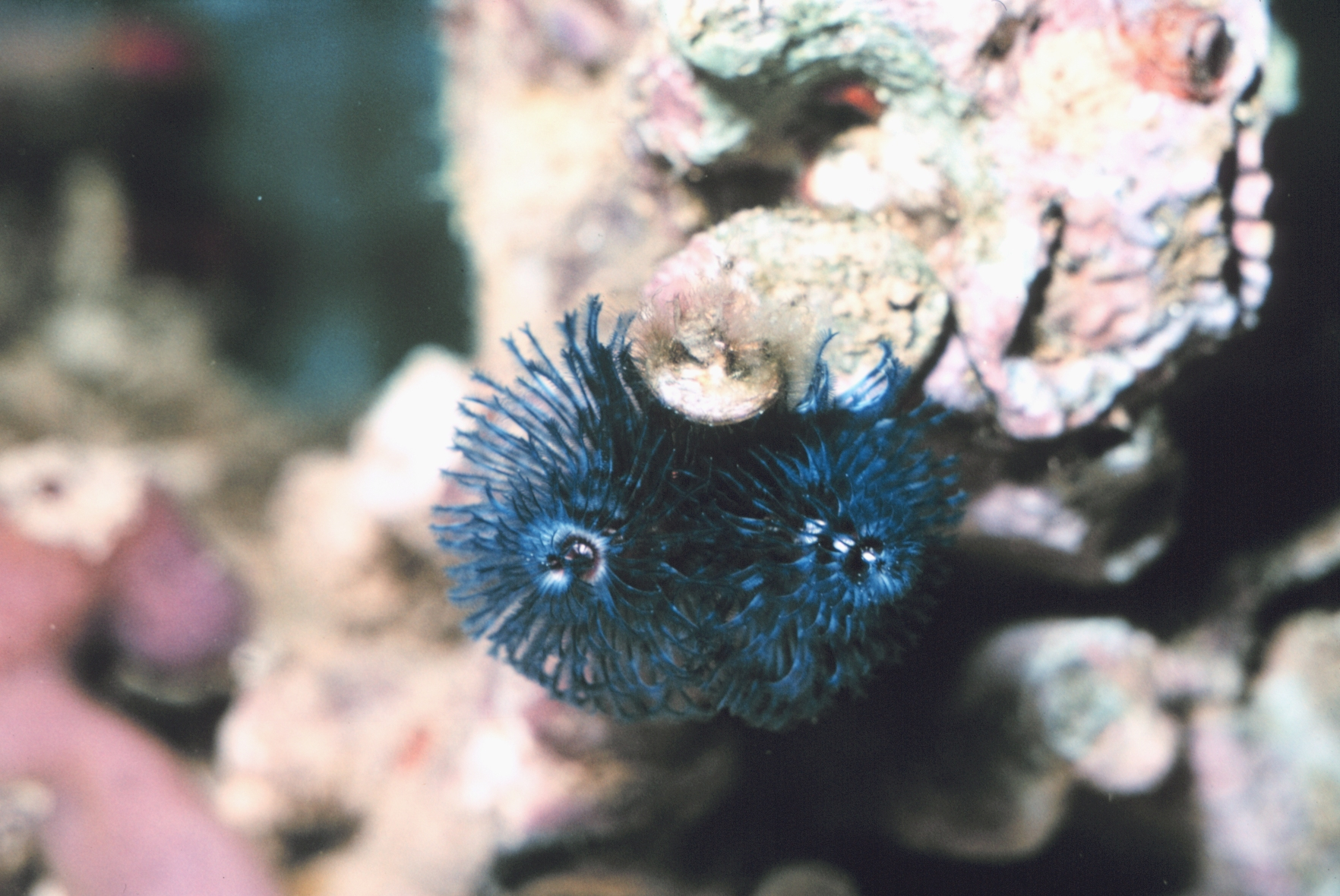
Spirobranchus giganteus
(Serpulidae)

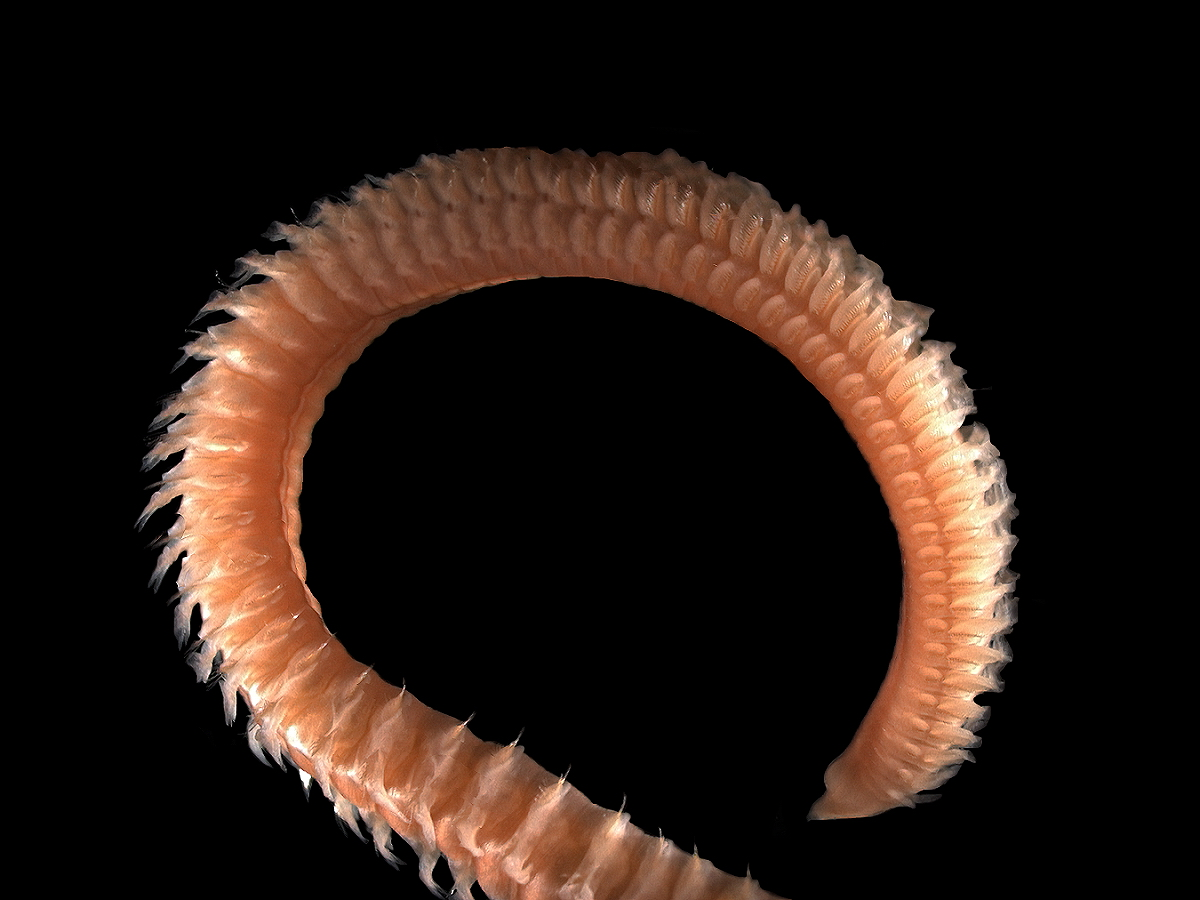
Scolelepis bonnieri
(Spionidae)

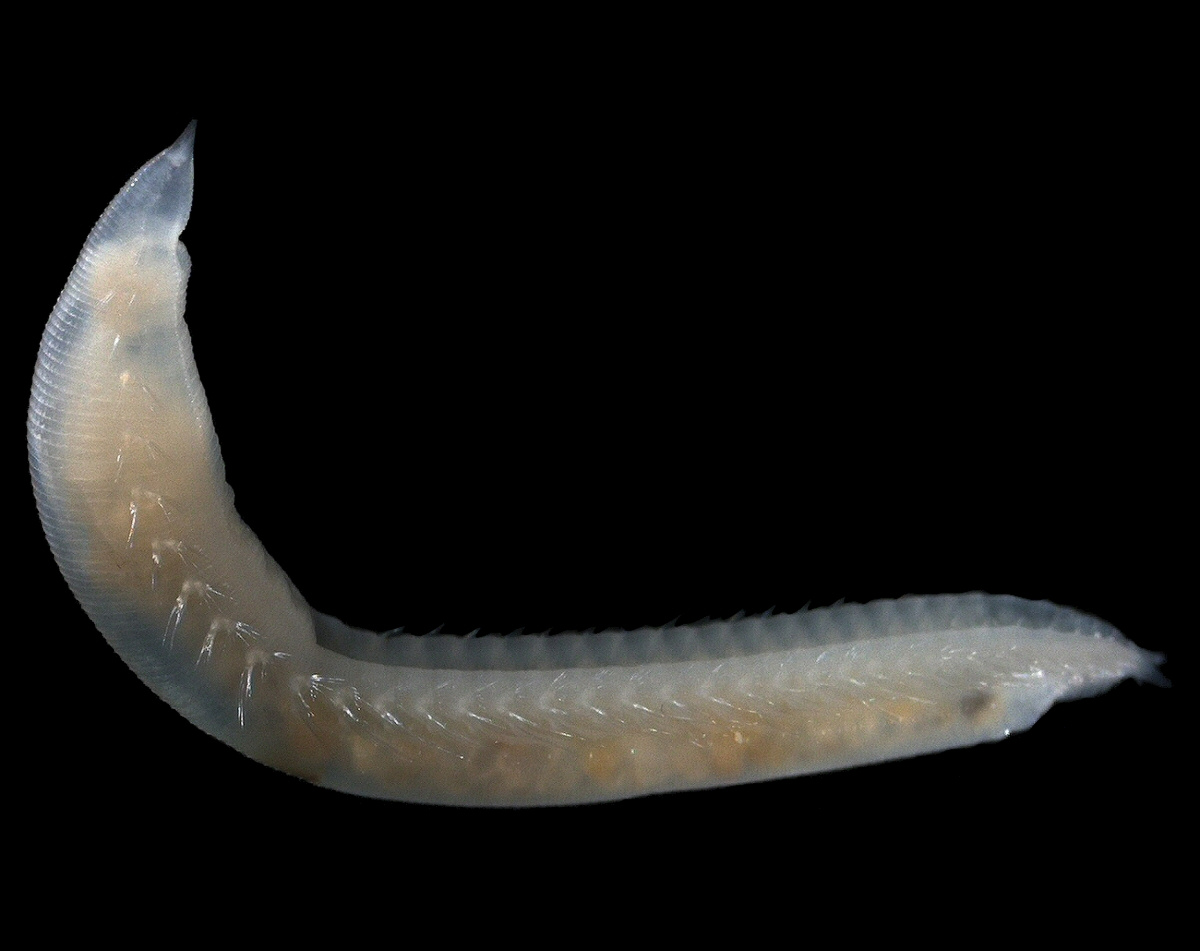
Ophelia borealis
(Ophelidae)

La classificazione in atto più accreditata è la seguente:
- Sottoclasse Echiura
  - Ordine Bonelliida
  - Ordine Echiurida
- Sottoclasse Palpata
  - Ordine Aciculata
    - Sottordine incerto
      - Famiglia Aberrantidae
      - Famiglia Nerillidae
      - Famiglia Spintheridae

    - Sottordine Eunicida
      - Famiglia Amphinomidae
      - Famiglia Diurodrilidae
      - Famiglia Dorvilleidae
      - Famiglia Eunicidae
      - Famiglia Euphrosinidae
      - Famiglia Hartmaniellidae
      - Famiglia Histriobdellidae
      - Famiglia Lumbrineridae
      - Famiglia Oenonidae
      - Famiglia Onuphidae

    - Sottordine Phyllodocida
      - Famiglia Acoetidae
      - Famiglia Alciopidae
      - Famiglia Aphroditidae
      - Famiglia Chrysopetalidae
      - Famiglia Eulepethidae
      - Famiglia Glyceridae
      - Famiglia Goniadidae
      - Famiglia Hesionidae
      - Famiglia Ichthyotomidae
      - Famiglia Iospilidae
      - Famiglia Lacydoniidae
      - Famiglia Lopadorhynchidae
      - Famiglia Myzostomatidae
      - Famiglia Nautillienellidae
      - Famiglia Nephtyidae
      - Famiglia Nereididae
      - Famiglia Paralacydoniidae
      - Famiglia Pholoidae
      - Famiglia Phyllodocidae
      - Famiglia Pilargidae
      - Famiglia Pisionidae
      - Famiglia Polynoidae
      - Famiglia Pontodoridae
      - Famiglia Sigalionidae
      - Famiglia Sphaeodoridae
      - Famiglia Syllidae
      - Famiglia Typhloscolecidae
      - Famiglia Tomopteridae

  - Ordine Canalipalpata
    - Sottordine incerto
      - Famiglia Polygordiidae
      - Famiglia Protodrilidae
      - Famiglia Protodriloididae
      - Famiglia Saccocirridae

    - Sottordine Sabellida
      - Famiglia Oweniidae
      - Famiglia Siboglinidae (raggruppa specie in precedenza assegnate ai phyla Pogonophora e Vestimentifera)
      - Famiglia Serpulidae
      - Famiglia Sabellidae
      - Famiglia Sabellariidae
      - Famiglia Spirorbidae

    - Sottordine Spionida
      - Famiglia Apistobranchidae
      - Famiglia Chaetopteridae
      - Famiglia Longosomatidae
      - Famiglia Magelonidae
      - Famiglia Poecilochaetidae
      - Famiglia Spionidae
      - Famiglia Trochochaetidae
      - Famiglia Uncispionidae

    - Sottordine Terebellida
      - Famiglia Acrocirridae
      - Famiglia Alvinellidae
      - Famiglia Ampharetidae
      - Famiglia Cirratulidae
      - Famiglia Ctenodrilidae
      - Famiglia Fauveliopsidae
      - Famiglia Flabelligeridae
      - Famiglia Flotidae
      - Famiglia Pectinariidae
      - Famiglia Poeobiidae
      - Famiglia Sternaspidae
      - Famiglia Terebellidae
      - Famiglia Trichobranchidae
- Sottoclasse Scolecida
  - Famiglia Aeolosomatidae
  - Famiglia Arenicolidae
  - Famiglia Capitellidae
  - Famiglia Cossunidae
  - Famiglia Maldanidae
  - Famiglia Ophelidae
  - Famiglia Orbiniidae
  - Famiglia Paraonidae
  - Famiglia Parergodrilidae
  - Famiglia Potamodrilidae
  - Famiglia Psammodrilidae
  - Famiglia Questidae
  - Famiglia Scalibregmatidae

### Alcune specie
| Tra le specie più comuni nel Mediterraneo citiamo: - Bispira volutacornis - Hermodice carunculata (Vermocane) - Mixicola infundibulum - Protula intestinum - Protula tubularia - Sabella penicillus - Sabella spallanzani - Salmacina incrustans (=Filigrana implexa) - Serpula vermicularis |